# Anna proletariuszka
Anna proletariuszka (cz. Anna proletářka) – czechosłowacki czarno-biały film dramatyczny z 1953 w reżyserii Karela Steklego. Adaptacja powieści Ivana Olbrachta pod tym samym tytułem.

## Obsada
- Marie Tomášová jako Anna
- Josef Bek jako Toník
- Jana Dítětová jako Máňa
- Bedřich Karen jako Rubeš
- Libuše Pospíšilová jako Dadla
- Oldřich Velen jako dr Houra
- Vítězslav Vejražka jako Jandák
- Martin Růžek jako Podhradský
- František Vnouček jako Tusar
- Theodor Pištěk jako Němec
- Josef Beyvl jako Šmeral
- Felix le Breux jako Šámal
- Bedřich Prokoš jako Haken
- Jiří Holý jako Vacek
- Bohuš Záhorský jako generał Pellé
- Otomar Krejča jako Franta Sauer
- Nelly Gaierová jako pani z firmy
- Otýlie Beníšková jako Nechlebová
- Miroslav Homola jako Zubr
- Slávka Budínová jako Vrbová
- František Černý jako Kozlík
- Zdeněk Kryzánek jako policjant na Vinohradach
- Růžena Šlemrová jako Husáková
- Meda Valentová jako Prokopcová
- Josef Kemr jako nieszczęśnik na stacji kolejowej
- Josef Chvalina jako żołnierz
- Antonín Kandert jako Kettner
- Miloš Kopecký jako komisarz
- Vladimír Hlavatý jako Kubáček
- Zdeněk Hodr jako inżynier
- Josef Hlinomaz jako brygadzista
- Vladimír Leraus jako dyrektor Král
- Jiří Vršťala jako młodzieniec ze Stromovki
- Oldřich Slavík jako młodzieniec ze Stromovki
- Marie Rosůlková jako Tusarová
- Arna Pekárková jako Zemínová
- Bohuslav Kupšovský jako listonosz
- Bohuš Hradil jako inżynier w ČKD
- Viktor Nejedlý jako stary robotnik
- Věra Kalendová jako kobieta na procesji

## Źródła
- Anna proletariuszka w bazie IMDb (ang.)
- Anna proletariuszka w bazie Filmweb
- Anna proletářka w bazie Kinobox.cz (cz.)
- Anna proletářka. w bazie ČSFD.cz. (cz.).
- Anna proletářka. w bazie FDb.cz. (cz.).